# John Cleland (racerförare)

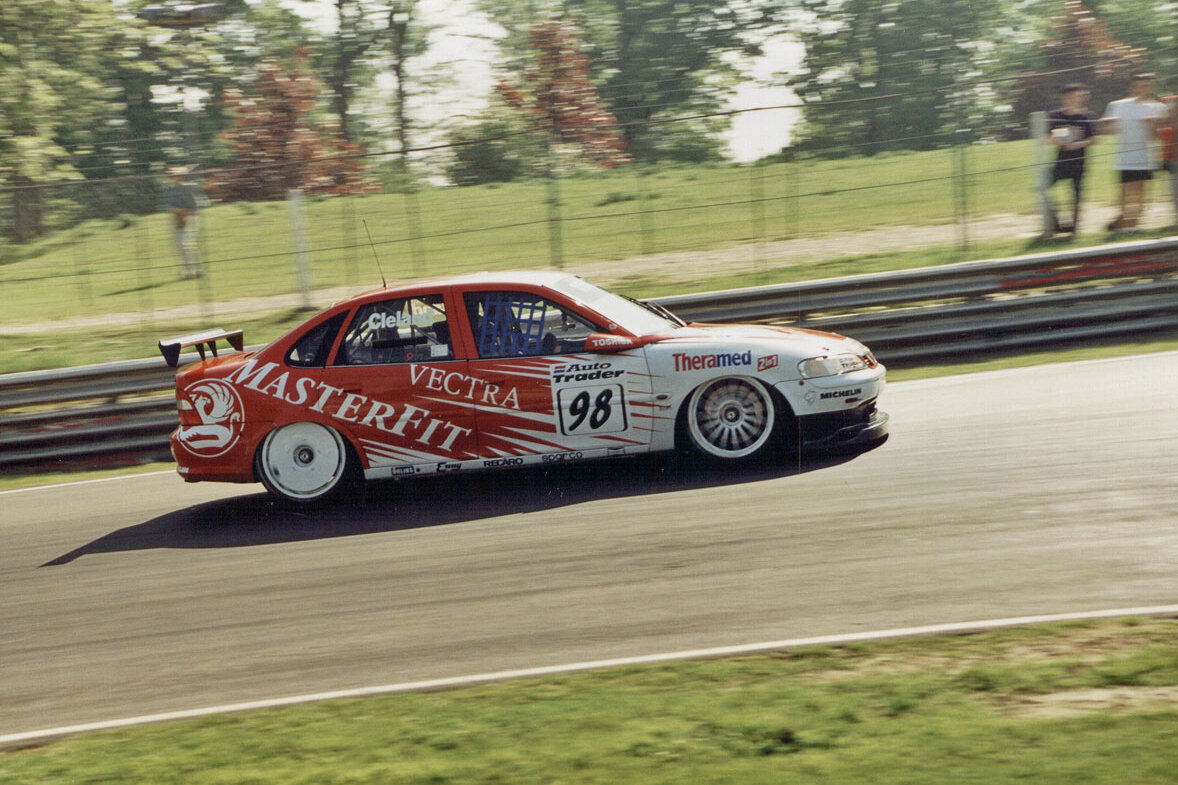
Cleland, här i en Vauxhall Vectra 1998.

John Cleland, född den 15 juli 1952 i Wishaw, Skottland, är en brittisk racerförare.

## Racingkarriär
Cleland tävlade i backtävlingar och mindre brittiska mästerskap, innan han gick till BTCC med Vauxhall inför 1989 års säsong. Cleland vann sin klass under debutsäsongen, vilket även räckte till den sammanlagda titeln. Han var nära att vinna huvudklasen 1992, men kolliderade med Steve Soper i säsongens sista tävling på Silverstone, vilket gjorde att Clelands chanser att vinna titeln försvann. Det kontroversiella i kraschen var att den definitivt säkrade Sopers stallkamrat Tim Harveys titel. Efter att ha blivit fyra både 1993 och 1994, lyckades Cleland ta sin andra och sista titel 1995. När Cavaliermodellen ersattes av en Vectra för säsongen 1996 försvann Clelands chanser att försvara titeln. Han vann sitt sista race 1998 på Donington Park, i det så kallade Mansellracet, där den före detta formel 1-mästaren Nigel Mansell fick ge sig mot de ordinarie förarna i mästerskapet under de sista varven, och Cleland vann racet, trots en snurrning i början. Efter säsongen 1999 avslutade Cleland sin karriär. Han drev senare en bilhandel, samt var kommentator för Eurosport.